# William Sayle
William Sayle (vers 1590-1675?) est un capitaine de marine et dirigeant politique qui fut successivement gouverneur au XVIIe siècle de l'archipel des Bermudes, des Bahamas puis de la colonie de Charleston dans la Province de Caroline.

## Biographie
À l'origine, il est gouverneur de la communauté anglaise des Bermudes, fondée au début du XVIIe siècle par des colons en route pour la Virginie. William Sayle installa le premier établissement aux Bahamas, de 1646 à 1648 sur l'île d'Eleuthera. Dans son livre 'Homeward Bound (2000), Sandra Riley explique qu'une édition de 1649 du Journal du parlement anglais donne au capitaine William Sayle le pouvoir d'investir des îles inconnues dans les Bahamas.
Âgé de 80 ans en 1670, il devient le premier gouverneur officiel de la Caroline du Sud, où il vient d’arriver avec de nombreuses familles des Bermudes, en tout 150 personnes, pour fonder Charleston. Les fondateurs devaient d'abord se rendre sur le site de Port Royal, où Jean Ribault les avait précédés un siècle plus tôt. 
Ils y trouvent une pierre gravée de la fleur de lys, mais les Indiens les découragent de s'installer sur ce site, leur conseillant de remonter 40 miles plus au nord. 
Il décède un an après cette installation en 1671.